# دانشکده پرستاری و مامایی شهرکرد
دانشکده پرستاری و مامایی شهرکرد، دانشکده‌ای وابسته به دانشگاه علوم پزشکی شهرکرد واقع در استان چهارمحال و بختیاری، که در سال ۱۳۶۵ شمسی تأسیس گردیده است.

## تاریخچه
نخستین بار در سال ۱۳۶۵ فعالیت خود را در جهت تربیت پرستار با درجه معادل کاردانی آغاز نمود.

## گروه‌های آموزشی
| رشته           | کارشناسی | ارشد                            | دکترا |
| -------------- | -------- | ------------------------------- | ----- |
| پرستاری        | دارد     | داخلی-جراحی                     | ندارد |
| مامایی         | دارد     | آموزش مامایی بهداشت مادر و کودک | ندارد |
| بیهوشی         | دارد     | ندارد                           | ندارد |
| فوریت‌های پزشکی | دارد     | ندارد                           | ندارد |

## امکانات آموزشی و پژوهشی
- - کتابخانه
- - سایت کامپیوتر
- - مرکز مهارت‌های بالینی (پراتیک)